# Dan neodvisnosti (film)
Dan neodvisnosti (v izvirniku angleško Independence Day, včasih okrajšano ID4) je akcijski znanstvenofantastični film nemškega režiserja Rolanda Emmericha, ki je izšel leta 1996 v distribuciji 20th Century Fox. Zgodba, ki govori o masovnem napadu tehnološko naprednih nezemeljanov in obupanem poskusu protinapada, doseže vrhunec na 4. julij, ameriški praznik neodvisnosti. V glavnih vlogah sta zaigrala Will Smith in Jeff Goldblum.
Na račun spektakularnih posebnih učinkov in obsežne oglasne kampanje distributerja je bil najdobičkonosnejši film leta in takrat drugi najdobičkonosnejši film vseh časov (za Jurskim parkom). Še danes se po prihodkih iz predvajanja v kinodvoranah uvršča med 50 najuspešnejših filmov. Kljub kritikam na račun klišejskih dialogov in predvidljivosti je imel pomembno vlogo pri obuditvi žanra filmov katastrofe v poznih 1990. letih.

## Zgodba
2. julija se v Zemljino orbito vtiri ogromna nezemeljska matična ladja, od nje pa se odcepijo desetine manjših »rušilcev«, ladij okrogle oblike in premera 24 km, ki se ustavijo nad nekaterimi svetovnimi metropolami. Poskusi komunikacije s prišleki so neuspešni, David Levinson (Jeff Goldblum), uslužbenec kabelskega operaterja v New Yorku, pa odkrije skriven signal v satelitski komunikaciji in posumi, da gre za odštevanje do napada. S pomočjo nekdanje žene, uslužbenke v Beli hiši, dobi dostop do predsednika Thomasa J. Whitmorea (Bill Pullman) in ga prepriča o resnosti situacije. Predsednik ukaže evakuacijo mest, vendar je prepozno - nezemljani sprožijo žarkovna orožja in povzročijo opustošenje. Predsednik, del osebja in Levinson s svojim očetom za las uidejo uničenju Washingtona z letalom Air Force One.
3. julija člani eskadrilje »Black Knights« (Črni vitezi) v letalih F/A-18 odletijo v napad na eno od ladij, ki še vedno lebdi nad uničenim Los Angelesom. Njihova orožja so neučinkovita proti energetskemu ščitu ladje, hkrati pa iz nje poletijo manjša napadalna plovila in se zapletejo z njimi v zračni spopad. Energetski ščiti jim dajejo absolutno premoč, zato zemeljske enote utrpijo veliko škode. V kasnejšem protinapadu nezemljani uničijo številne vojaške cilje, vključno s poveljstvom NORAD. Kapitanu Stevenu Hillerju (Will Smith) uspe preživeti spopad tako, da zvabi eno od plovil v Veliki kanjon, kjer oba strmoglavita. Onesposobi poškodovanega nezemljana, nato pa ga reši skupina beguncev na čelu z Russellom Casseom (Randy Quaid), ki potuje prek puščave z avtodomi. Ko naložijo nezemljanovo telo, se odpeljejo proti bazi Area 51 v bližini, kamor je prispel tudi predsednik s sodelavci. V njej najdejo skrivno podzemeljsko inštalacijo, kjer Američani hranijo nezemeljsko plovilo in trupla pilotov, ki so strmoglavili v Roswellu.
Tam Dr. Brackish Okun (Brent Spiner) poskuša narediti avtopsijo nezemljana, ta pa se ravno takrat ponovno zave in poskuša uiti. Preden ga pokončajo od njega izvedo, da njegova rasa potuje od planeta do planeta, uniči vse življenje na njem in pobere naravne vire. Whitmore takrat ukaže jedrski napad na »rušilce«, vendar tudi jedrsko orožje ne more predreti ščitov.
4. julija se Levinson domisli načrta, po katerem naj bi s popravljenim plovilom iz baze odletel do matične ladje, nanjo naložil računalniški virus, ki bi onesposobil ščite, in v njej sprožil jedrsko bombo. Hiller se javi za pilota, ostali pa se odločijo izvesti množičen napad da bi odvrnili pozornost od njiju. Ker že manjka pilotov, vpokličejo prostovoljce za pilotiranje preostalih bojnih letal. Javita se tudi Casse, ki je sicer pilot majhnega motornega letala za škropljenje njiv, in Whitmore, nekdanji vojaški pilot. Levinsonu in Hillerju uspe priti v matično ladjo in naložiti virus, ki zares onesposobi vse ščite nezemljanov. Zemeljska orožja so naenkrat učinkovita, a ne napravijo dovolj škode ogromnim ladjam. »Rušilec« prileti nad Area 51 in začne ogrevati smrtonosni žarek, takrat pa Casse izvede samomorilski napad in poleti v odprtino »rušilca«, kar v njem sproži verižno reakcijo in ga uniči. Preostali hitro posredujejo informacijo o šibki točki ostalim upornikom, ki na podoben način premagajo ostale »rušilce«. Levinson in Hiller medtem z jedrsko bombo uničita matično ladjo in se varno vrneta na Zemljo.

## Produkcija
Ideja za film se je Emmerichu porodila, ko sta s producentom Devlinom v Evropi promovirala film Zvezdna vrata. Scenarij sta napisala med enomesečnim oddihom v Mehiki in poslala predlog odgovornim v produkcijski hiši. Predsednik 20th Century Fox je odobril nov projekt naslednji dan.
Za film so ustvarili takrat rekordnih 3000 posnetkov posebnih učinkov, pri čemer so za večjo realističnost raje uporabili fizične modele in pirotehniko namesto računalniško generiranih prizorov (dodaten motiv je bil varčevanje). Biomehanične obleke nezemljanov so delo Patricka Tatopoulosa. Glavnina snemanja z igralci se je pričela julija 1995 v New Yorku, druge lokacije so bile observatorij Very Large Array v Novi Mehiki, soseska Cliffside Park (New Jersey), Fontana (Kalifornija), puščava v Utahu in Nevadi ter letališče v Wendoverju (Nevada), ki je služilo kot dvojnik zračne baze El Toro in zunanjosti Area 51. Nazadnje so posneli še scene na slani ravnici Bonneville in v Los Angelesu ter okolici. Za notranjost Bele hiše so uporabili sceno, ki je bila zgrajena za film The American President in pred tem uporabljena še v filmu Nixon. Snemanje je bilo zaključeno 3. novembra 1995, film pa je bil v celoti končan 20. junija naslednje leto.
Že med postprodukcijo je distributer pričel z obsežno promocijsko kampanjo, začenši z dramatičnim video oglasom med končnico (Superbowl) lige NFL, kar je kasneje postalo standard za promocijo visokoproračunskih hitov. Sledila mu je serija TV oglasov - dražilcev (teaser) v obliki zaigranih novičarskih reportaž o dogodkih v filmu. Po mnenju kritika Rogerja Eberta film dolguje velik del uspeha domiselnosti kampanje.
Uradna premiera je bila 25. junija 1996 v Los Angelesu, sledila je zasebna predstava v Beli hiši za predsednika Billa Clintona z družino. Začetek javnega predvajanja je bil načrtovan za 3. julij 1996, vendar so ga zaradi velikega zanimanja prestavili na 2. julij, dan, na katerega se prične tudi zgodba v filmu.

## Odziv
Odziv občinstva je bil pričakovano dober in Dan neodvisnosti je podrl rekorde zaslužka za otvoritveni vikend, petdnevno praznično obdobje in prvi teden predvajanja, ki jih je tri leta prej postavil Jurski park. Kasneje je postal najdobičkonosnejši film leta s skupnim prihodkom predvajanja v kinodvoranah 817.400.891 USD. Ocene kritikov so bile bolj zadržane, med slabostmi so izpostavili predvsem klišejski razplet in neprepričljivo igro, pa tudi cenen izgled nekaterih posebnih učinkov. Po drugi strani velja prizor uničenja Bele hiše, ki ga je distributer izpostavljal že med promocijo, za enega najbolj nepozabnih prizorov v filmih 1990. let. Tuji kritiki so se obregnili tudi ob cenen ameriški nacionalizem.
Film je bil nominiran za številne nagrade v sezoni filmskih nagrad 1996. Ustvarjalcem je med drugim prinesel oskarja za vizualne učinke, nagrado saturn za najboljši znanstvenofantastični film, najboljšega režiserja in najboljše posebne učinke ter grammyja za najboljšo kompozicijo za film ali televizijo.
Leta 2016 je izšlo nadaljevanje z naslovom Dan neodvisnosti: Nova grožnja (Independence Day: Resurgence), katerega zgodba se prav tako dogaja 20 let po zgodbi v prvencu in ponovno vključuje tudi velik del prvotne igralske zasedbe.